# Леркара-Фридді
Леркара-Фридді (італ. Lercara Friddi, сиц. Lercara) — муніципалітет в Італії, у регіоні Сицилія,  метрополійне місто Палермо.
Леркара-Фридді розташована на відстані близько 470 км на південь від Рима, 50 км на південний схід від Палермо.
Населення — 6782 особи (2014).
Покровитель — Maria SS. Di Costantinopoli.

## Демографія
Населення за роками:

Станом на 1 січня 2023 року в муніципалітеті офіційно проживало 95 іноземців з 11 країн, серед них 58 громадян країн Євросоюзу.

## Сусідні муніципалітети
- Кастроново-ді-Січилія
- Прицці
- Роккапалумба
- Вікарі